# 劉明揚
劉明揚（1898年—1973年），原名聲溢，又名敵，四川省萬縣長灘鄉茶坪村人，曾任立法院立法委員。

## 經歷
- 劉明揚的祖父是秀才。父名家檣，為萬縣翰林趙尚輔門生，宿儒，屢試不第，遂創辦小學於私宅，自任教師。明揚肄業其間。
- 民國二年（1913年），考入萬縣縣立中學。
- 民國六年（1917年），考入國立北京大學文學院史學系。
- 民國七年（1918年），北京大學部分學生發起誠學會， 他被推選為第一任會長。
- 民國八年（1919年），組織四川留京學生救國會，擔任會長。並同友好發起抵制日貨運動，創立北京第一國貨店。並任『新潮』雜誌發起人。
- 民國九年（1920年），學成返川，任成都省立第一中學教務主任，歷史教員。又任四川省立法政專門學校法制史教員及私立成都公學歷史教員。
- 民國十年（1921年）秋，到重慶，任重慶聯合縣立中學歷史教員，私立重慶公學校長。
- 民國十一年（1922年）底，回鄉接辦四川省立第四師範學校。
- 民國十四年（1925年）？，到渝任重慶縣立中學歷史教員。
- 民國十六年（1927年），任四川省立法政專門學校校長。
- 國民革命軍第二十四軍(劉文輝部)政治部主任，軍部政務委員會秘書長。
- 民國十七年（1928年），劉文輝任四川省政府主席，聘為高等顧問。
- 民國廿二年（1933年），川中軍閥大戰，劉文輝兵敗，劉明楊亦攜家避居上海租界，經陳立夫推薦，他受聘為教育部編審、教育部專員。並任上海唯一學社導師。
- 抗戰爆發，劉明揚攜家遷川。
- 民國廿七年（1938年），在重慶籌建抗戰建國協進會。同年經同學龍文治介紹加入中國國民黨。
- 民國卅一年（1942年）7月27日，任國民參政會第三屆參政員，民國卅四年（1945年）4月23日連任第四屆參政員。
- 民國卅四年（1945年）2月4日，派為四川省縣長考試典試委員[1]
- 民國卅四年（1945年）4月11日，派為渝川康區獻糧獻金宣導考查特派員。[2]
- 民國卅五年（1946年）1月15日，任四川省教育廳廳長，四川省政府委員。次年5月14日免[3]
- 民國卅七年（1948年），當選四川省第五選區立法委員。[4]
- 民國卅八年（1949年），川康渝民眾自衛委員會委員[5]
- 1950年12月，應邀參加成都市政治協商委員會高級學習組學習。
- 1952年初，參加川西區七縣聯合辦事處第三工作組第二支點工作，又任該工作組賠罰委員會委員，嗣後參加川西區土地改革運動。
- 1956年2月被聘為四川省文史館研究員，同年3月被安排為四川省政協委員。
- 1973年在成都逝世，終年76歲。